# Arlette Laguiller
Arlette Laguiller (Parijs, 18 maart 1940) is een Frans politicus van de extreemlinkse partij Lutte Ouvrière.
Laguiller was in 1974 de eerste vrouw die zich verkiesbaar stelde bij de Franse presidentsverkiezingen voor Lutte ouvrière. Ze heeft als enige politicus zich zes achtereenvolgende keren – van 1974 tot 2007 – kandidaat gesteld bij de Franse presidentsverkiezingen. Ze behaalde tussen 1,33% en 5,72% van de stemmen. Van 1999 tot 2004 was Laguiller lid van het Europese parlement.

## Politieke carrière
Arlette Yvonne Laguiller werd op 18 maart 1940 geboren in een arbeidersfamilie in de gemeente Les Lilas (departement Seine-Saint-Denis). In 1960 nam Laguiller voor het eerst deel aan een demonstratie, tegen de Algerijnse oorlog. Ze was lid van de PSU (Parti socialiste unifié) voordat ze aanhanger werd van de trotskistische organisatie Voix ouvrière. Rond haar tweeëntwintigste ging ze zich verdiepen in de geschriften van Karl Marx, Georgi Plechanov, Friedrich Engels en Rosa Luxemburg. Na de Parijse studentenrevolte en de stakingen van mei 1968 ontbond president Charles de Gaulle per decreet alle extreemlinkse organisaties.
Op 26 juni 1968 was Laguiller een van de oprichters van Lutte ouvrière. In 1973 werd ze gekozen als nationale woordvoerder van de partij voor de parlementsverkiezingen van 1973. In 1974 stelde ze zich als eerste vrouw verkiesbaar bij de presidentsverkiezingen. Ze behaalde 2,33% van de stemmen. Ook bij de presidentsverkiezingen van 1981, 1988, 1995, 2002 en 2007 stelde Laguiller zich verkiesbaar.
Van 1999 tot 2004 was Laguiller gedeputeerde in het Europees Parlement voor (GUE/NGL). Ze kwam tijdens deze periode vooral in actie tegen het kapitalisme en tegen de verlaging van salarissen en sociale minima.
- Bibliothèque nationale de France: cb11910697x (data)
- Gemeinsame Normdatei: 119554585
- International Standard Name Identifier: 0000 0000 8158 6533
- Library of Congress Control Number: n50039406
- MusicBrainz: 4e696973-1ca3-466f-8aad-d2d0a47ed7da
- Réseau des bibliothèques de Suisse occidentale: 02-A003489550
- Système universitaire de documentation: 026960958
- Virtual International Authority File: 205470863
- WorldCat: E39PBJhmMxGcRB7xqpM6MKDXh3